# 칼라민
칼라민(calamine) 또는 칼라민 로션은 가벼운 가려움증을 치료하는 데 사용되는 칼라민 미네랄 분말로 만든 약물이다. 치료되는 증상에는 일광화상, 벌레 물림, 포이즌 아이비, 포이즌 오크 및 기타 가벼운 피부 상태가 포함된다. 또한 피부 자극을 건조시키는 데 도움이 될 수 있다. 크림 (약물)이나 로션 형태로 피부에 바르는 제품이다.
부작용으로는 피부 자극이 포함될 수 있다. 임신 중에도 안전한 것으로 간주된다. 칼라민은 산화아연과 산화제이철(Fe2O3) 0.5%의 조합이다. 로션은 페놀 및 수산화 칼슘과 같은 추가 성분으로 생산된다.
칼라민 로션의 사용은 기원전 1500년까지 거슬러 올라간다. 이는 WHO 필수 의약품 목록에 포함되어 있다. 칼라민은 일반의약품으로 구입할 수 있다.